# Bleda syndactylus
Bulbul-de-bigodes ou chiricuata-rabirruiva (Bleda syndactylus) é uma espécie de ave da família Pycnonotidae.
Pode ser encontrada nos seguintes países: Angola, Benin, Camarões, República Centro-Africana, República do Congo, República Democrática do Congo, Costa do Marfim, Guiné Equatorial, Gabão, Gana, Guiné, Quénia, Libéria, Nigéria, Serra Leoa, Sudão, Tanzânia, Uganda e Zâmbia.
Os seus habitats naturais são: tropical moist lowland e montane forests e tropical moist shrubland.